# Une petite ville tranquille
Une petite ville tranquille (Our Town) est le 24e épisode de la saison 2 de la série télévisée X-Files. Dans cet épisode, des événements étranges se produisent dans une petite ville de l'Arkansas. Mulder et Scully soupçonnent l'alimentation de ses habitants d'en être responsable.

## Synopsis
À Dudley, une petite ville de l'Arkansas, alors qu'il fait nuit, George Kearns, un inspecteur de santé publique, suit son amante, Paula Gray, dans une forêt. Après avoir perdu trace de Gray, Kearns se retrouve encerclé par des silhouettes humaines tenant des lanternes. Une personne portant un masque tribal s'approche de lui et le tue à l'aide d'une hache.
Mulder et Scully sont assignés à la disparition de Kearns. Scully questionne la légitimité de cette assignation, suggérant qu'elle n'est vouée qu'à leur faire perdre du temps. Mulder réussit à convaincre Scully en lui montrant un enregistrement vidéo datant de 1961 d'un homme ayant perdu la raison à la suite d'un traumatisme après être passé à Dudley.
Mulder et Scully se rendent sur place pour enquêter où ils rencontre le shérif Arens. Ce dernier se montre sceptique quant à la disparition de Kearns, indiquant qu'il n'y a aucune preuve qu'elle soit liée à un crime.
Interrogée par Mulder et Scully, Doris Kearns, la femme de George, pense qu'il est parti avec une autre. Mulder lit dans le dossier que George Kearns était sur le point de faire fermer une usine de volailles à la suite de manquements aux règles d'hygiène, mais Doris Kearns rétorque qu'elle n'est au courant de rien à ce sujet.
Mulder, Scully et le shérif Arens se rendent à l'usine « poulets Charco » que Kearns inspectait. Ils rencontrent le directeur de l'usine, Jess Harold. Ce dernier indique que Kearns les harcelait et que ses accusations étaient infondées. Alors qu'ils visitent l'usine, Paula Gray, qui y travaille, est victime d'hallucinations et prend Harold en otage avec un couteau. Elle est rapidement abattue par le shérif Arens.
Après avoir autopsié Paula Gray, qui est la petite fille de Walter Charco, le propriétaire de l'usine, Scully découvre qu'elle était affectée de la maladie de Creutzfeldt-Jakob et que cette maladie est probablement à l'origine de son comportement démentiel. Mulder découvre dans son dossier médical que Gray est en réalité âgée de 47 ans alors qu'elle en paraît la vingtaine.

## Distribution
- David Duchovny : Fox Mulder
- Gillian Anderson : Dana Scully
- Caroline Kava : Doris Kearns
- John Maclaren : George Kearns
- John Milford : Walter Chaco
- Gary Grubbs : Shérif Arens
- Timothy Webber : Jess Harold
- Gabrielle Miller : Paula Gray

## Accueil

### Audiences
Lors de sa première diffusion aux États-Unis, l'épisode réalise un score de 9,4 sur l'échelle de Nielsen, avec 17 % de parts de marché, et est regardé par 14,50 millions de téléspectateurs.

### Critique
L'épisode recueille des critiques plutôt défavorables. Zack Handlen, du site The A.V. Club, lui donne la note de B-. John Keegan, du site Critical Myth, lui donne la note de 6/10. Le magazine Entertainment Weekly lui donne la note de C+.
Dans leur livre sur la série, Robert Shearman et Lars Pearson lui donnent la note de 2/5. Sarah Stegall, du site Munchkyn Zone, lui donne la note de 2/5. Le site Le Monde des Avengers lui donne la note de 1/4.